# Wodniki (ptaki)
Wodniki (Rallinae) – podrodzina ptaków z rodziny chruścieli (Rallidae).

## Zasięg występowania
Podrodzina obejmuje gatunki występujące w Ameryce, Eurazji, Afryce i Australazji.

## Systematyka
Do podrodziny należą następujące rodzaje:
- Anurolimnas Sharpe, 1893 – jedynym przedstawicielem jest Anurolimnas castaneiceps (P.L. Sclater & Salvin, 1869) – chruścielak kasztanowaty
- Amaurolimnas Sharpe, 1893 – jedynym przedstawicielem jest Amaurolimnas concolor (Gosse, 1847) – chruścielak jednobarwny
- Aramides Pucheran, 1845
- Mustelirallus Bonaparte, 1856
- Pardirallus Bonaparte, 1856
- Rallus Linnaeus, 1758
- Canirallus Bonaparte, 1856 – jedynym przedstawicielem jest Canirallus oculeus (Hartlaub, 1855) – chruściel szarogardły
- Rougetius Bonaparte, 1856 – jedynym przedstawicielem jest Rougetius rougetii (Guérin-Méneville, 1843) – chruściel abisyński
- Crecopsis Sharpe, 1893 – jedynym przedstawicielem jest Crecopsis egregia (W. Peters, 1854) – chruściel derkaczowaty
- Mundia Bourne, Ashmole & Simmons, 2003 – jedynym przedstawicielem był wymarły Mundia elpenor (Olson, 1973) – chruścielowiec atlantycki
- Dryolimnas Sharpe, 1893
- Aphanapteryx von Frauenfeld, 1868
- Crex Bechstein, 1803 – jedynym przedstawicielem jest Crex crex (Linnaeus, 1758) – derkacz
- Aramidopsis Sharpe, 1893 – jedynym przedstawicielem jest Aramidopsis plateni (W. Blasius, 1886) – wodnik chrapliwy
- Lewinia G.R. Gray, 1855
- Aptenorallus Kirchman, McInerney, Giarla, Olson, Slikas & Fleischer, 2021 – jedynym przedstawicielem jest Aptenorallus calayanensis (D. Allen, Oliveros, Española, Broad & Gonzales, 2004) – wodnik ciemny
- Habroptila G.R. Gray, 1861 – jedynym przedstawicielem jest Habroptila wallacii G.R. Gray, 1861 – wodnik molucki
- Diaphorapteryx H.O. Forbes, 1892 – jedynym przedstawicielem był wymarły Diaphorapteryx hawkinsi (H.O. Forbes, 1892) – wodnik krzywodzioby
- Gallirallus Lafresnaye, 1841
- Eulabeornis Gould, 1844 – jedynym przedstawicielem jest Eulabeornis castaneoventris Gould, 1844 – wodnik kasztanowaty
- Cabalus F.W. Hutton, 1874 – jedynym przedstawicielem był wymarły Cabalus modestus (F.W. Hutton, 1874) – wodnik brązowy
- Hypotaenidia Reichenbach, 1853